# Caterina Renata d'Asburgo
Caterina Renata d'Asburgo (Graz, 4 gennaio 1576 – Graz, 29 giugno 1599) fu una arciduchessa d'Austria figlia di Carlo II d'Austria.

## Biografia
Caterina Renata era una delle figlie dell'arciduca Carlo II d'Austria (1540-1590), e di sua moglie Maria Anna di Wittelsbach (1551-1608), figlia del duca Alberto V di Baviera. Ella condivise con le sue sorelle il famoso mento asburgico, che in loro risaltava nettamente. 
Venne fidanzata a Ranuccio I Farnese, duca di Parma e Piacenza (1569–1622), ma morì prima delle nozze ad appena ventitre anni, prima che le trattative nuziali andassero in porto. Venne sepolta nella basilica dell'Abtei Seckau.

## Ascendenza
|                           |                         |                          | Genitori                   |  |  | Nonni |  |  | Bisnonni               |  |  | Trisnonni              |  |
|                           |                         |                          |                            |  |  |       |  |  | Filippo I di Castiglia |  |  | Massimiliano I del SRI |  |
|                           |                         |                          |                            |  |  |       |  |  | Filippo I di Castiglia |  |  | Massimiliano I del SRI |  |
|                           |                         | Maria di Borgogna        |                            |  |  |       |  |  | Filippo I di Castiglia |  |  |                        |  |
| Ferdinando I del SRI      |                         |                          |                            |  |  |       |  |  | Filippo I di Castiglia |  |  |                        |  |
|                           |                         | Giovanna di Castiglia    | Ferdinando II d'Aragona    |  |  |       |  |  |                        |  |  |                        |  |
|                           |                         | Giovanna di Castiglia    | Ferdinando II d'Aragona    |  |  |       |  |  |                        |  |  |                        |  |
|                           |                         | Giovanna di Castiglia    | Isabella di Castiglia      |  |  |       |  |  |                        |  |  |                        |  |
| Carlo II d'Austria        |                         | Giovanna di Castiglia    |                            |  |  |       |  |  |                        |  |  |                        |  |
|                           |                         | Ladislao VII Jagellone   | Casimiro IV Jagellone      |  |  |       |  |  |                        |  |  |                        |  |
|                           |                         | Ladislao VII Jagellone   | Casimiro IV Jagellone      |  |  |       |  |  |                        |  |  |                        |  |
|                           |                         | Ladislao VII Jagellone   | Elisabetta d'Asburgo       |  |  |       |  |  |                        |  |  |                        |  |
| Anna Jagellone            |                         | Ladislao VII Jagellone   |                            |  |  |       |  |  |                        |  |  |                        |  |
|                           |                         | Anna di Foix-Candale     | Gastone II di Foix-Candale |  |  |       |  |  |                        |  |  |                        |  |
|                           |                         | Anna di Foix-Candale     | Gastone II di Foix-Candale |  |  |       |  |  |                        |  |  |                        |  |
|                           |                         | Anna di Foix-Candale     | Caterina di Navarra        |  |  |       |  |  |                        |  |  |                        |  |
| Caterina Renata d'Asburgo |                         | Anna di Foix-Candale     |                            |  |  |       |  |  |                        |  |  |                        |  |
|                           | Guglielmo IV di Baviera | Alberto IV di Baviera    |                            |  |  |       |  |  |                        |  |  |                        |  |
|                           | Guglielmo IV di Baviera | Alberto IV di Baviera    |                            |  |  |       |  |  |                        |  |  |                        |  |
|                           | Guglielmo IV di Baviera | Cunegonda d'Asburgo      |                            |  |  |       |  |  |                        |  |  |                        |  |
| Alberto V di Baviera      | Guglielmo IV di Baviera |                          |                            |  |  |       |  |  |                        |  |  |                        |  |
|                           |                         | Maria Giacomina di Baden | Filippo I di Baden         |  |  |       |  |  |                        |  |  |                        |  |
|                           |                         | Maria Giacomina di Baden | Filippo I di Baden         |  |  |       |  |  |                        |  |  |                        |  |
|                           |                         | Maria Giacomina di Baden | Elisabetta di Wittelsbach  |  |  |       |  |  |                        |  |  |                        |  |
| Marianna di Wittelsbach   |                         | Maria Giacomina di Baden |                            |  |  |       |  |  |                        |  |  |                        |  |
|                           |                         | Ferdinando I del SRI     | Filippo I di Castiglia     |  |  |       |  |  |                        |  |  |                        |  |
|                           |                         | Ferdinando I del SRI     | Filippo I di Castiglia     |  |  |       |  |  |                        |  |  |                        |  |
|                           |                         | Ferdinando I del SRI     | Giovanna di Castiglia      |  |  |       |  |  |                        |  |  |                        |  |
| Anna d'Asburgo            |                         | Ferdinando I del SRI     |                            |  |  |       |  |  |                        |  |  |                        |  |
|                           |                         | Anna Jagellone           | Ladislao II di Boemia      |  |  |       |  |  |                        |  |  |                        |  |
|                           |                         | Anna Jagellone           | Ladislao II di Boemia      |  |  |       |  |  |                        |  |  |                        |  |
|                           |                         | Anna Jagellone           | Anna di Foix-Candale       |  |  |       |  |  |                        |  |  |                        |  |
|                           |                         | Anna Jagellone           |                            |  |  |       |  |  |                        |  |  |                        |  |